# Maćija
Maćija (en serbe cyrillique : Маћија) est un village de Serbie situé dans la municipalité de Ražanj, district de Nišava. Au recensement de 2011, il comptait 68 habitants.
Maćija est également connue sous le nom de Maćja.

## Démographie
| 1948 | 1953 | 1961 | 1971 | 1981 | 1991 | 2002 | 2011 |
| ---- | ---- | ---- | ---- | ---- | ---- | ---- | ---- |
| 311  | 307  | 288  | 237  | 197  | 166  | 126  | 68   |

|  |